# Mjukrötesvamp
Mjukrötesvampar är vednedbrytande svampar som tillhör gruppen Sporsäcksvampar. De kan bryta ner lignifierad vedvävnad, men lämnar i allmänhet mittlamellen intakt. Ofta bryts ligninet ner ofullstädnigt och ett restlignin finns kvar. Trots dessa likheter med brunrötesvampar, liknar mjukrötesvampar vitrötesvampar i den typ av enzym (cellulaser, hemicellulaser, cellobiosdehydrogenas etc.) som används vid nedbrytningen. Mjukröta kan inte konkurrera med vitröta och brunröta vid god syrgastillgång, men vid vednedbrytning i vatten eller blöt jord är den viktig. Många mjukrötor kan också angripa impregnerat virke, som telegrafstolpar. Det kan ibland vara svårt att se med blotta ögat om trä har angripits av denna typ, men de mekaniska egenskaperna försämras betydligt. Ibland producerar svampen en svartfärgad polymer - melanin. 